# دراغون إيج
دراغون إيج (بالإنجليزية: Dragon Age)‏ ، هي سلسلة ألعاب الفيديو التي تنشرها شركة إلكترونيك آرتس الأمريكية، صدرت في الأسواق سنة 2009 تحت مسمى (دراغون إيج: اريغون) ، ونزلت آخر الإصدار سنة 2014م تحت مسمى (دراغون إيج: إنكوزيشن).

## وصلات خارجية
- الموقع الرسمي